# وسلی برازیلیا
وسلی برازیلیا ده آلمیدا (به پرتغالی: Wésley Brasilia de Almeida); زاده ۷ مه ۱۹۸۱ در گویاس، برزیل) بازیکن فوتبال در پست مهاجم اهل برزیل است.

## باشگاهی
او سابقه بازی در باشگاه فوتبال پرسپولیس در لیگ برتر فوتبال ایران را دارد.